# Frederick Worlock
Frederick Worlock (n. 14 decembrie 1886, Londra, Regatul Unit al Marii Britanii și Irlandei – d. 1 august 1973, Woodland Hills⁠(d), California, SUA) a fost un actor britanico-american de teatru și de film. Este cunoscut pentru rolurile sale în diferite filme din anii 1940 și 1950 și ca vocea lui Horace în 101 dalmațieni.

## Filmografie
- Miracles for Sale (1939) - Dr. Sabbatt (as Frederic Worlock)
- Lady of the Tropics (1939) - Colonel Demassey
- Balalaika (1939) - Ramensky
- The Earl of Chicago (1940) - Lord Elfie (nemenționat)
- Northwest Passage (1940) - Sir William Johnson (nemenționat)
- Strange Cargo (1940) - Grideau
- The Sea Hawk (1940) - Darnell (nemenționat)
- He Stayed for Breakfast (1940) - Communist President (nemenționat)
- South of Suez (1940) - Defense Counsel
- Moon Over Burma (1940) - Stephen Harmon
- Murder Over New York (1940) - Hugh Drake
- Hudson's Bay (1941) - English Governor
- Free and Easy (1941) - Manager
- Rage in Heaven (1941) - Solicitor-General
- Man Hunt (1941) - Lord Gerald Risborough
- Dr. Jekyll and Mr. Hyde (1941) - Dr. Heath
- Down in San Diego (1941) - Eric Kramer (nemenționat)
- International Lady (1941) - Sir Henry
- A Yank in the R.A.F. (1941) - Canadian Major
- How Green Was My Valley (1941) - Dr. Richards
- Captains of the Clouds (1942) - President of Court-Martial
- Pacific Rendezvous (1942) - Dr. Jackwin
- Eagle Squadron (1942) - Grenfall
- Pierre of the Plains (1942) - Insp. Cannady
- The Black Swan (1942) - Speaker of Assembly (nemenționat)
- Random Harvest (1942) - Margaret's Lawyer (nemenționat)
- London Blackout Murders (1943) - Eugene Caldwell
- Sherlock Holmes in Washington (1943) - Radio Announcer (nemenționat)
- Air Raid Wardens (1943) - Otto
- The Mantrap (1943) - Patrick Berwick
- Thumbs Up (1943) - Kendrick (nemenționat)
- Appointment in Berlin (1943) - Von Ritter - Ministry of Information (nemenționat)
- Secret Service in Darkest Africa (1943, Serial) - Sir James Langley [Ch. 15]
- Passport to Suez (1943) - Sir Robert Wembley (nemenționat)
- Sahara (1943) - Radio Newscaster (voice, uncredited)
- Sherlock Holmes Faces Death (1943) - Geoffrey Musgrave
- Madame Curie (1943) - Businessman (nemenționat)
- Jane Eyre (1943) - Sam—Waiter at Inn (nemenționat)
- The Lodger (1944) - Sir Edward Willoughby (nemenționat)
- Secrets of Scotland Yard (1944) - Mason
- Wing and a Prayer (1944) - Admiral (nemenționat)
- National Velvet (1944) - Stewart (nemenționat)
- Hangover Square (1945) - Supt. Clay (nemenționat)
- The Picture of Dorian Gray (1945) - Francis (nemenționat)
- The Woman in Green (1945) - Onslow
- The Fatal Witness (1945) - Sir Humphrey Mong
- Scotland Yard Investigator (1945) - Col. Brent
- Pursuit to Algiers (1945) - Prime Minister
- Captain Kidd (1945) - Landers - Newgate Prison Governor (nemenționat)
- Terror by Night (1946) - Prof. William Kilbane
- She-Wolf of London (1946) - Constable Ernie Hobbs
- Dressed to Kill (1946) - Colonel Cavanaugh
- The Locket (1946) - Doctor (nemenționat)
- The Macomber Affair (1947) - Clerk
- The Imperfect Lady (1947) - Henderson
- Last of the Redmen (1947) - Gen. Webb (nemenționat)
- Singapore (1947) - Cadum
- Forever Amber (1947) - Actor (nemenționat)
- The Lone Wolf in London (1947) - Inspector Broome
- Love from a Stranger (1947) - Inspector Hobday
- A Double Life (1947) - Actor in 'Othello'
- A Woman's Vengeance (1948) - Judge (nemenționat)
- Ruthless (1948) - J. Norton Sims
- The Woman in White (1948) - Bernard (nemenționat)
- Johnny Belinda (1948) - Prosecutor (nemenționat)
- Joan of Arc (1948) - Duke of Bedford, England's Regent
- Hills of Home (1948) - Dr. Weston
- A Connecticut Yankee in King Arthur's Court (1949) - Mayor (nemenționat)
- Jet Over the Atlantic (1959) - Dean Halltree
- Spartacus (1960) - Senator Laelius
- One Hundred and One Dalmatians (1961) - Horace / Inspector Craven (voce)
- The Notorious Landlady (1962) - Elderly Colonel (nemenționat)
- Strange Bedfellows (1965) - Mr. Martindale, Lawyer (nemenționat)
- Spinout (1966) - Blodgett
- Airport (1970) - Frederick Williams - Pasager  (nemenționat) (ultimul rol de film)